# Bohumil Staša
Bohumil Staša (29. dubna 1944 Malenovice – 21. května 2019 Strakonice) byl český motocyklový závodník. K tomuto sportu ho přivedl otec Vincenc Staša, který patřil na přelomu čtyřicátých a padesátých let k československé špičce. Jeho synem je motocyklový závodník Bohumil Staša mladší. V letech 1961–1986 jezdil v seriálu MotoGP kde skončil celkem třikrát na stupních vítězů.

## Závodní kariéra
Bohumil začal závodit v roce 1961, po vojně se v roce 1964 stal továrním jezdcem ČZ Strakonice. Získal dvacet titulů mistra Československa, desetkrát vyhrál závod 300 zatáček Gustava Havla a třikrát Zlatý kahanec. Na mistrovství světa silničních motocyklů startoval v letech 1965 až 1973, jeho nejlepším umístěním bylo 8. místo celkového pořadí v kubatuře do 350 cm³ v letech 1968 a 1969. Dvakrát byl na stupních vítězů: na Velké ceně Československa byl třetí v roce 1969 a druhý v roce 1971. V osmdesátých letech se do seriálu Grand Prix ještě nakrátko vrátil na stroji Suzuki, ale už na bodovaná místa nedosáhl.

## Úspěchy
- Mistrovství Československa silničních motocyklů – celková klasifikace
  - 1963 do 175 cm³ – 3. místo
  - 1964 do 125 cm³ – 10. místo
  - 1964 do 175 cm³ – 3. místo
  - 1965 do 125 cm³ – 2. místo
  - Legendární čtyřválec ČZ 420 cm³ (1972)1965 do 175 cm³ – 1. místo
  - 1966 do 125 cm³ – 1. místo
  - 1966 do 175 cm³ – 6. místo
  - 1966 do 250 cm³ – nebodoval
  - 1967 do 125 cm³ – 1. místo
  - 1967 do 250 cm³ – 1. místo
  - 1967 do 350 cm³ – 1. místo
  - 1968 do 125 cm³ – 9. místo
  - 1968 do 250 cm³ – 2. místo
  - 1968 do 350 cm³ – 1. místo
  - 1969 do 250 cm³ – 1. místo
  - 1969 do 350 cm³ – 1. místo
  - 1970 do 250 cm³ – 2. místo
  - 1970 do 350 cm³ – 6. místo
  - 1971 do 250 cm³ – 2. místo
  - 1971 do 350 cm³ – 1. místo
  - 1972 do 250 cm³ – 1. místo
  - 1972 do 350 cm³ – 2. místo
  - 1973 do 250 cm³ – 1. místo
  - 1973 do 350 cm³ – 1. místo
  - 1974 do 250 cm³ – 1. místo
  - 1974 do 350 cm³ – 4. místo
  - 1975 do 250 cm³ – 2. místo
  - 1975 do 350 cm³ – 3. místo
  - 1976 do 250 cm³ – 2. místo
  - 1976 do 350 cm³ – 3. místo
  - 1977 do 250 cm³ – 1. místo
  - 1977 do 350 cm³ – 7. místo
  - 1978 do 250 cm³ – 10. místo
  - 1978 do 350 cm³ – 2. místo
  - 1979 do 250 cm³ – 26. místo
  - 1979 do 350 cm³ – 1. místo
  - 1980 do 250 cm³ – 1. místo
  - 1980 do 350 cm³ – 1. místo

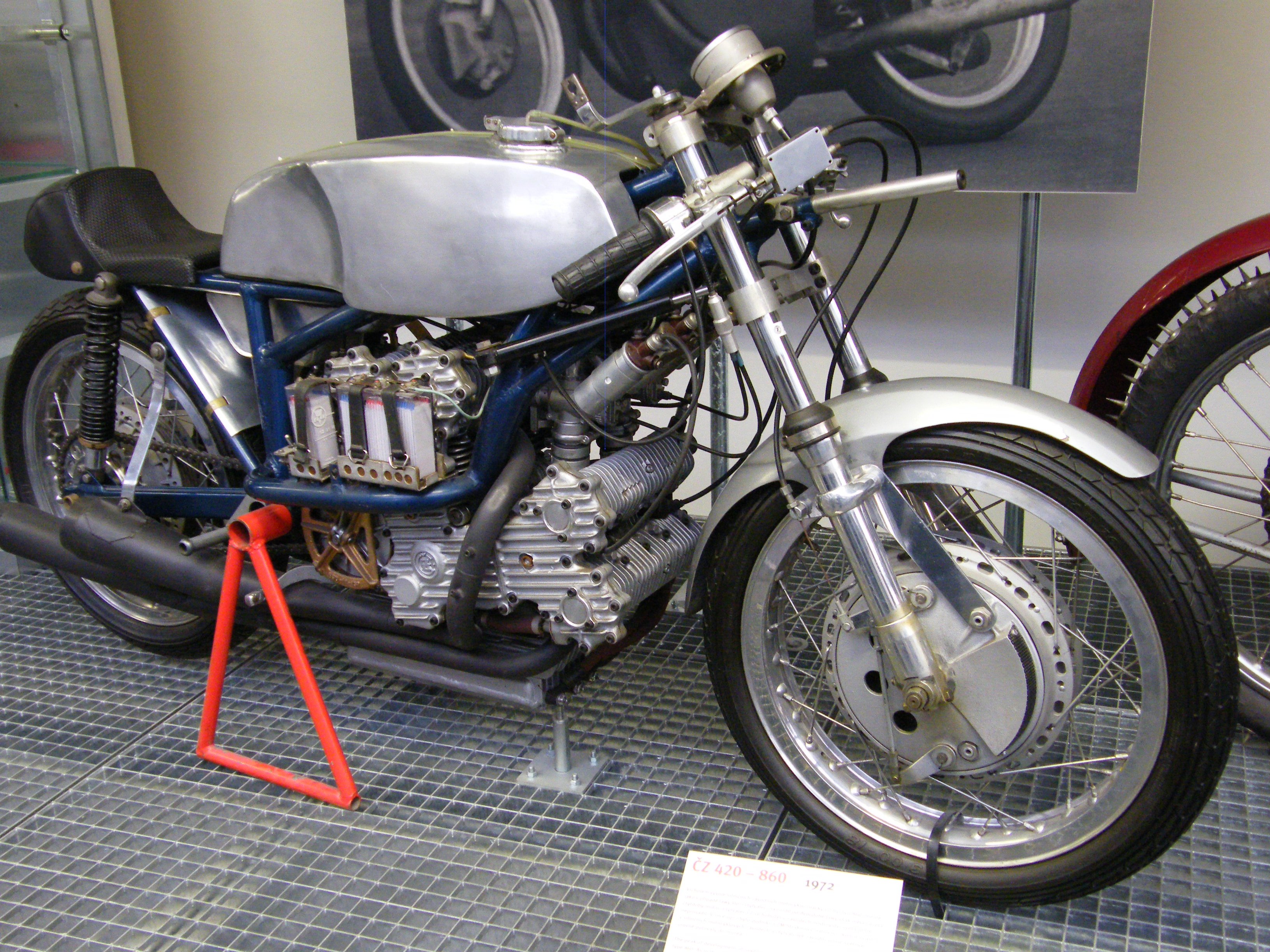
Legendární čtyřválec ČZ 420 cm³ (1972)

- Grand prix Československa 1969 – 3. místo
- Grand prix Československa 1971 – 2. místo
- 300 ZGH
  - 1965 2. místo do 125 cm³
  - 1966 1. místo do 125 cm³
  - 1967 1. místo do 250 cm³ a 2. místo do 350 cm³
  - 1968 2. místo do 125 cm³ a 1. místo do 350 cm³
  - 1969 1. místo do 350 cm³
  - 1970 2. místo do 250 cm³ a 1. místo do 350 cm³
  - 1971 1. místo do 250 cm³ a 1. místo do 350 cm³
  - 1972 1. místo do 250 cm³
  - 1974 1. místo do 250 cm³ a 1. místo do 350 cm³
  - 1980 3. místo do 350 cm³
  - 1981 2. místo do 350 cm³
  - 1982 2. místo do 250 cm³ a 3. místo do 350 cm³